# 달의 뒷면

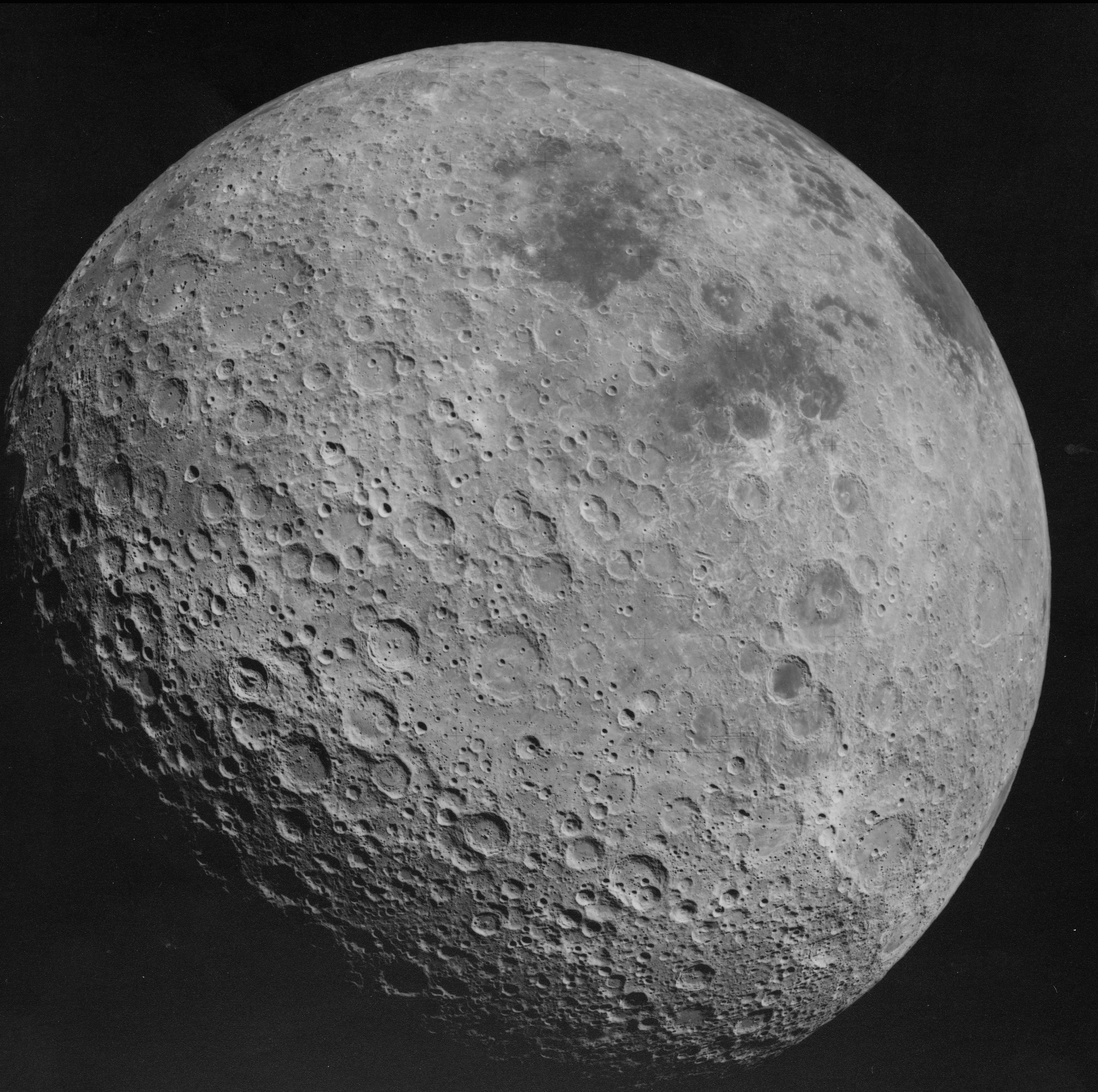
아폴로 16호가 촬영한 달의 뒷면.

달의 뒷면은 달의 표면 중 지구를 향하고 있지 않은 반구 영역이다. 달의 뒷면은 수많은 충돌구로 뒤덮여 있으며 평평한 바다 지형은 달의 앞면에 비해 상대적으로 드물게 존재한다. 여기에는 태양계에서 손꼽히는 규모의 충돌구인 남극 에이트켄 분지가 있다. 달의 앞면과 뒷면은 2주 동안 낮이 계속된 뒤 다시 2주 동안 밤이 지속되는 과정을 똑같이 겪는다. 그럼에도 영미권에서는 달의 뒷면을 종종 달의 어두운 면(dark side of the Moon)으로 부르기도 하는데, 이 경우 '어둡다'는 태양빛을 받지 못한다는 뜻이 아니라 '알려지지 않았다'라는 의미이다.
칭동 때문에 달의 뒷면 중 약 18%는 지구에서 가끔 볼 수 있다. 인류는 1959년 소련의 루나 3호 우주 탐사선이 사진을 찍기 전까지 나머지 82% 영역을 관측할 수 없었다. 소련 과학 아카데미는 1960년 달의 뒷면을 수록한 지도책을 출판했다. 아폴로 8호 승무원들은 1968년 달을 돌면서 맨눈으로 달의 뒷면을 본 최초의 인류가 되었다. 이후 모든 유인 및 무인 우주선 연착륙은 달의 앞면에서만 이루어졌으나 2019년 1월 3일 창어 4호가 달의 뒷면에 최초로 착륙하는 데에 성공하였다.
천문학자들은 달 뒷면에 거대 전파망원경을 설치할 것을 제안해 왔는데 이는 뒷면이 지구로부터 나올 수 있는 전파장애에 영향을 받지 않는 곳이기 때문이다.

## 정의

조석 고정으로 인하여 중심 천체(지구)의 거주자들은 위성(달)의 초록색 영역을 절대로 보지 못한다.

달은 자전과 공전 주기가 같아서 항상 지구에 같은 면만을 보여주기 때문에 지구에서는 달의 뒷면을 볼 수 없다. 지구의 조석력은 달의 한쪽 면만이 지구를 바라보는(조석 고정) 수준까지 달의 자전속도를 떨어뜨렸다. 이 조석 고정 때문에 그 대부분이 지구에서 보이지 않는 달의 반대쪽 면을 달의 뒷면으로 부른다. 다만 긴 시간에 걸쳐 바라보면 뒷면 중 일부는 칭동 때문에 관측 가능하다. 관측할 수 있는 달 표면은 전체 면적 중 59%이다. 이 '지구에서 가끔 볼 수 있는 부분'은 제대로 관측하기 어려운데 이는 지구로부터의 시야각이 작아 해당 지형의 전체 모습을 관측할 수 없기 때문이다.
영미권에서 사용하는 문구인 달의 어두운 면(dark side of the Moon)은 빛이 없어서 어둡다는 게 아니라 '알려지지 않았다'라는 뜻으로 인류가 달에 우주선을 보내기까지 이 영역을 누구도 보지 못했다는 의미를 담고 있다. 많은 사람들이 이 '어두운 면'을 햇빛이 닿지 않는다는 의미로 착각하나 사실 달의 앞면과 뒷면은 둘 다 평균적으로 태양으로부터 직접 거의 비슷한 양의 빛을 받는다. 미국 퍼듀 대학교 제이 멜로시는 사람들이 달의 뒷면을 언제나 암흑인 것으로 착각하게 된 이유가 월트 디즈니 사의 1955년 '인간과 달' 에피소드와 1973년 출시된 영국 록 밴드 핑크 플로이드의 음반 The Dark Side of the Moon 때문이라고 주장했다. 특히 전자의 경우 '달 뒷면은 언제나 어두우며 미래에 뒷면에 도착한 우주인들이 어두움을 밝힌다'라는 내용이었고 당대 시청자들에게 매우 인기있는 프로그램이었기에 잘못된 지식의 파급효과가 컸다고 주장했다.
다만 달의 앞면은 태양빛 외에 태양빛이 지구에 반사되어 나오는 지구조도 함께 받는다. 지구조는 지구와 마주하지 않는 달 뒷면에는 미치지 않는다. 오직 보름달(지구에서 볼 때) 때만이 달 뒷면 전체에 빛이 닿지 않는 기간이다. 아폴로 우주 미션들에서 우주선이 달 뒤를 돌 때마다 지구와의 교신이 끊어졌는데 이렇게 지구와의 교신이 두절되는 것을 '어두운'(dark)으로 부르기도 했다.

## 차이점

달 정찰 인공위성(LRO)이 촬영한 정교한 달 뒷면 사진.

달이 지구 앞을 지나가는 순간을 DSCOVR 위성이 촬영한 연속사진. 달의 뒷면 전체가 보인다.

달의 앞면과 뒷면은 확연히 구별되는 겉모습을 보여준다. 앞면에는 현무암질의 거대한 바다가 많이 존재하지만(라틴어: Maria: '바다'의 복수형. 초창기 천문학자들은 달 표면의 이 평평한 지대를 물로 채워져 있는 바다로 착각했다.) 뒷면에는 바다가 몇 없는 대신 충돌구로 가득찬 지형이 펼쳐져 있다. 앞면에서 바다가 차지하는 면적은 31.2%에 이르는 반면 뒷면에서는 고작 1%에 불과하다. 이 차이를 설명하는 이론으로 널리 인정된 것은 달의 앞면부 쪽에 열을 발산하는 원소들이 밀집된 정도가 더 높기 때문이라는 설명인데, 이는 루나 프로스펙터의 감마선 분광계가 얻은 지구화학적 지도들을 통해 입증되었다. 표면 고도와 지각 두께 같은 다른 요인들 역시 현무암이 분출하는 위치에 영향을 미칠 수 있으나, 이 요인들은 남극 에이트켄 분지(달에서 고도가 제일 낮으며 지각 두께가 얇음)가 왜 달 앞면에 있는 폭풍의 대양만큼 화산활동이 활발하지 않은지를 설명해 주지 못한다.
이 두 반구 사이 차이가 달이 좀 더 작은 동반 위성과 충돌하여 생겨난 결과일 수 있다는 가설이 있다. 이 추측은 거대충돌 가설에서 기원한 것이기도 하다. 이 모형이 주장하는 바에 따르면 가상 위성과의 충돌은 충돌구 대신 '쌓여있는 산더미'를 형성했고, 이는 뒷면 전체에 걸친 규모와 두께의 지층을 만들었으며 이 규모는 현재 달 뒷면 고도 높은 지대의 면적과 일치한다고 한다. 그러나 뒷면의 화학적 조성물은 이 모형과 일치하지 않는다.
뒷면에는 눈에 보이는 충돌구 수가 앞면보다 많다. 이는 지구가 방패 역할을 한 결과라기보다는, 달의 용암이 흘러나와 충돌구를 덮고 지운 결과물로 생각되었다. NASA는 달에서 봤을 때의 하늘 총면적 41,000 제곱각 중 지구가 가려주는 부분은 고작 4 제곱각에 불과하다고 계산했다. 이 계산결과에 따르면 지구가 달을 막아주는 효과는 무시해도 좋은 수준이며 달의 양면은 그동안 같은 횟수의 충돌 사건을 겪어 온 셈이 된다. 다만 지구를 바라보는 쪽은 용암이 흘러나와 구덩이를 채웠다는 것이 뒷면과 다른 점이다.
새로운 연구결과에 따르면 달이 태어날 때 지구로부터 나온 열이 달 뒷면에 충돌구가 적은 이유라고 한다. 달의 지각은 주로 사장석으로 이루어져 있는데 사장석은 맨틀에서 알루미늄과 칼슘이 압축된 뒤 규산염과 결합되어 생겨난다. 달이 식으면서 달 뒷면에 있던 이 원소들은 먼저 압축되어 전면보다 두꺼운 지각을 형성했다. 앞면부를 타격한 유성체들은 종종 얇은 지각을 뚫고 들어가 내부에 있던 현무암질 용암을 흘러나오게 하여 바다 지형을 만들었으나, 뒷면에서는 지각을 관통하는 일이 거의 없었을 것이다.
마카오과학기술대학 우주과학연구소의 주멍화 연구팀은 현재 달의 앞뒷면 차이를 만든 원인은 지구를 돌던 제2의 달이 아니라 태양을 돌던 왜행성급 천체라는 연구 결과를 발표했다. 연구팀은 시뮬레이션 분석 결과 지름 약 780 km 천체가 시속 22,500 km 속도로 달의 앞면에 충돌했을 때 현재 상태와 가장 비슷한 환경이 조성되는 것을 발견했다. 연구진의 주장에 따르면 충돌시 달의 앞면에서 다량의 물질이 치솟아 올라갔다가 달의 뒷면으로 떨어져 5~10 km 두께로 쌓였다고 한다. 왜행성에 지구와 다른 동위원소가 있었다면 현재 달에서 발견되는 동위원소 종류가 지구와 다른 것도 설명이 된다.

## 탐사

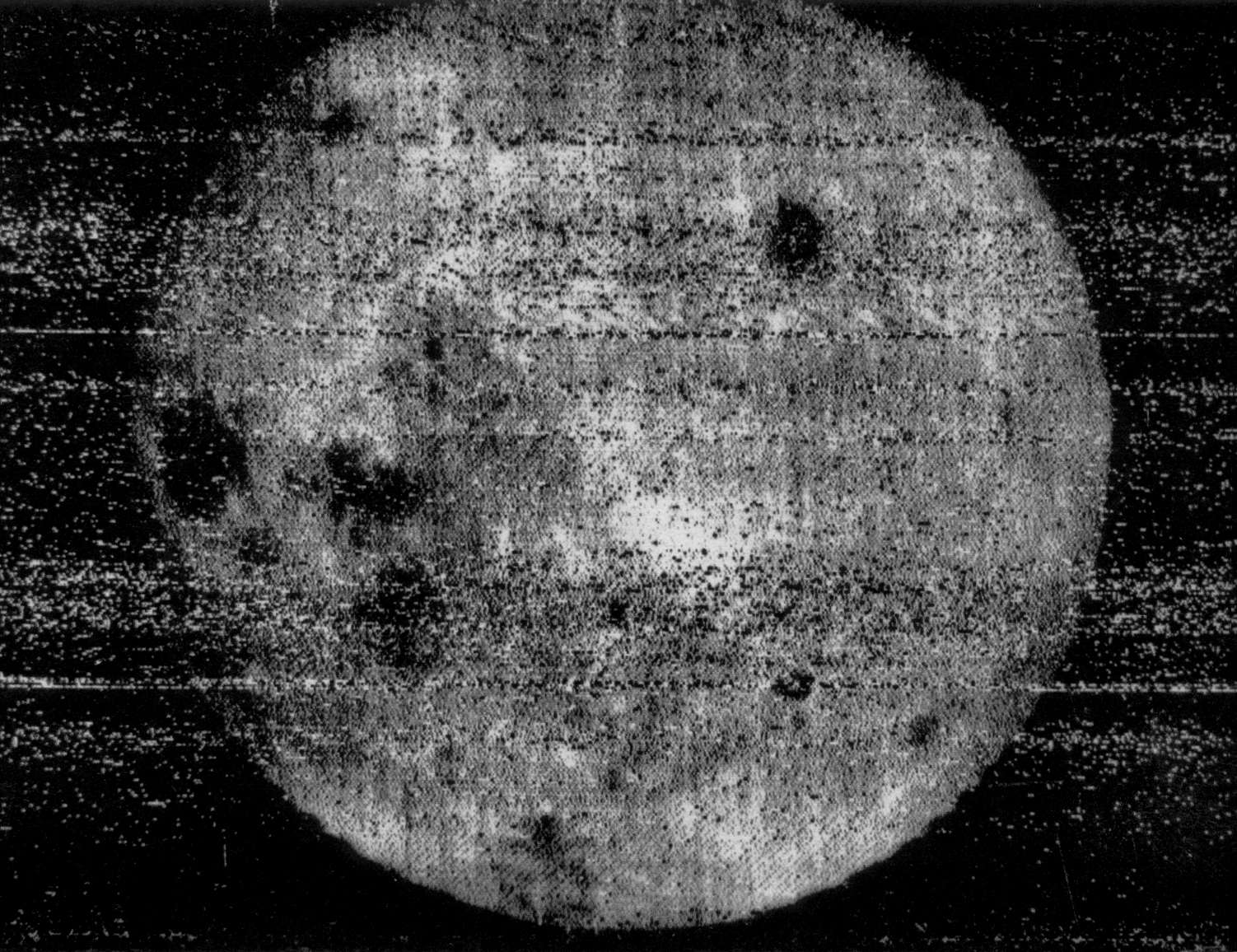
1959년 10월 7일 루나 3호가 달의 뒷면을 최초로 촬영한 사진.

1950년대 후반까지 달의 뒷면에 대하여 알려진 것은 거의 없었다. 달의 칭동이 주기적으로 달 뒷면 중 일부를 보여주었지만 관측 가능한 부분은 달 표면 전체 중 59%까지가 한계였다. 게다가 이렇게 가끔 보이는 부분조차 작은 시야각에서만 보였기에 유용한 관측을 하기 힘들었다.(충돌구와 산맥을 구별하기가 어려웠다.) 뒷면 중 남은 82% 면적은 밝혀지지 않은 채로 남아 있었고 그 속성들은 추측에 크게 의존했었다.
동쪽의 바다는 칭동으로 볼 수 있는 달 뒷면 지형 중 하나이다. 이 지형은 지름이 거의 1,000km에 이르는 거대한 충돌 분지이나, 1906년 율리우스 프란츠가 Der Mond에 명칭을 발표하기 전까지 어떤 이름도 붙지 않았었다. 1960년대에 보정된 사진들을 구체(球體)에 투사하여 이 분지의 실체를 밝혀냈다. 1967년 루나 오비터 4호가 동쪽의 바다를 정교한 품질로 촬영했다.
우주 탐사가 시작되기 전에 천문학자들은 달의 뒷면이 지구에서 보이는 앞면과 많이 다를 거라고 생각하지 못했었다. 1959년 10월 7일 소련 탐사선 루나 3호가 달 뒷면의 사진들을 최초로 찍었다. 사진들 중 18장이 분석 가능했으며 촬영 범위는 달 뒤 면적 중 3분의 1이었다. 이 사진들을 분석한 뒤 1960년 11월 6일 소련 과학 아카데미는 달 뒷면 지도책을 최초로 출판했다. 이 책에는 구별된 지형물 500곳이 수록되었다. 1년 후 소련은 루나 3호가 보낸 사진들을 기반으로, 지구에서 볼 수 없는 지형물들을 포함한 월구의(1:13 600 000 축척)를 최초로 내놓았다. 1965년 7월 20일 소련이 쏜 다른 탐사선 존드 3호는 달 뒷면을 찍은 고품질 사진 25장을 전송했는데 이는 종전 루나 3호가 촬영한 사진들보다 해상도가 훨씬 좋았다. 특히 이 사진들에는 수백 킬로미터 거리에 걸쳐 늘어선 충돌구들이 실려 있었다. 그러나 예상과는 달리 지구에서 맨눈으로 볼 수 있는 바다 평원 같은 지형은 없었다. 1967년 모스크바에서 존드 3호가 보낸 자료에 기초하여 《달 뒷면 도감》 2부가 출판되었다. 같은 해 소련에서 《달 전체 지도》 (1:5 000 000 축척)와, 개정판 월구의(1:10 000 000 축척, 달표면 95% 표시)가 출시되었다.
소련 우주 탐사선이 달 뒷면의 주요 지형 다수를 발견했기 때문에 소련 과학자들이 이 지형들에 이름을 붙였다. 이 작명들이 일부 논란을 일으켜서, 이후 국제천문연맹은 달 뒷면 지형에 이름을 붙이는 임무를 맡았다. 다만 소련 시절 붙인 이름 다수는 변경하지 않고 그대로 존치했다.
1962년 4월 26일 NASA의 레인저 4호 우주 탐사선은 달 뒷면에 충돌한 최초의 우주선으로 기록되었으며 충돌 전 과학적 자료를 전송하는 데 실패했다.
1966년부터 1967년까지 미국 NASA가 발사한 무인 루나 오비터 프로그램은 최초로 달 뒷면 지형을 본격적으로 종합적이고 자세하게 지도로 만드는 연구를 수행했다. 프로그램 최후의 탐사선 루나 오비터 5호가 뒷면 지형 대부분에 대한 정보를 제공했다.
달 뒷면을 맨눈으로 최초로 본 인류는 1968년 아폴로 8호 미션을 수행한 승무원들이다. 우주비행사 윌리엄 앤더스는 그 장면을 다음과 같이 묘사했다.
| “ | 달 뒤쪽은 우리 아이들이 한참 동안 놀고 난 뒤의 모래산처럼 보인다. 호되게 얻어맞았고, 명확한 경계도 없으며, 혹과 구멍 투성이일 뿐이다. The backside looks like a sand pile my kids have played in for some time. It's all beat up, no definition, just a lot of bumps and holes. | ” |

아폴로 8호 및 아폴로 10호부터 17호까지 승무원 모두가 달 뒷면을 목격했고 여러 달 탐사선들이 뒷면의 모습을 사진으로 남겼다. 달 뒤를 지나가는 우주선은 지구와의 직통 전파통신이 단절되었기에 통신이 재개되는 궤도에 진입할 때까지 기다려야 했다. 아폴로 계획 내내 기체가 달 뒤로 넘어갔을 때 서비스 모듈의 주엔진이 점화되었고 지구 관제소는 우주선이 다시 나타나기 전까지 긴장해야 했다.
지질학자이자 천문학자이고 이후 달에 마지막으로 발을 딛은 인류가 된 해리슨 슈미트는 탐사선의 착륙지점은 달의 뒷면이어야 하고, 구체적 착륙장소는 용암으로 채워진 치올콥스키 충돌구가 되어야 한다는 공격적 로비를 벌였다. 슈미트의 야심찬 제안 중에는 당시 현역 가동 중이었던 TIROS 위성을 기초로 한 특수 통신위성이 있었다. 그는 이 위성을 L2점 근처 파쿠하-리사주 헤일로 궤도에 띄워 탐사선이 엔진점화 착륙 및 달표면 탐사작업을 수행하면서 지구와 교신할 수 있는 상태를 유지하자고 제안했다. 그러나 NASA 임원진은 위험성이 가중된다고 판단했고 자금도 부족했기 때문에 이 계획들을 기각했다.
NASA 달탐사 미션 중에는 대형 충돌사건으로 일어난 약 2,400km 너비의 남극 에이트켄 분지에 표본 회수용 착륙선을 보내는 계획이 있었다. 이 대형 충돌의 힘은 달 표면에 깊이 파인 지형을 만들었다. 따라서 분지에서 회수한 표본을 분석하면 달 내부에 대한 정보를 얻을 수 있을 것이다. 달 앞면은 부분적으로는 지구에 의해 태양풍으로부터 보호받기 때문에, 달 뒷면 바다들에 있는 헬륨-3 농도는 달 표면에서 제일 높을 것으로 보인다. 이 동위 원소는 지구상에 상대적으로 드물게 존재하는데, 인류의 달 정착을 지지하는 사람들은 이 물질의 존재를 달 기지 건설의 이유로 꾸준히 언급해 왔다.
2019년 1월 3일 중화인민공화국 중국국가항천국의 창어 4호가 인류 역사상 처음으로 달 뒷면 남극 에이트켄 분지 내에 있는 본 카르만 충돌구에 연착륙하는 데에 성공했다. 착륙선에는 저주파 전파 분광기, 지질 연구용 도구가 장착되어 있다. 중국국가항천국은 창어 4호를 발사하기 7개월 전 중계위성 췌차오를 먼저 달 뒷면 상공 L2점으로 보내어, 창어 4호가 무사히 착륙하는 데에 도움을 주었다. 2019년 5월 16일 중국과학원 국립천문대 리춘라이 연구진은 탐사차 위투 2호의 분석 결과 달의 맨틀 성분으로 알려진 감람석 및 휘석이 분출된 형태로 나와 있었다고 네이처 지에 발표했다. 이는 에이트켄 분지가 소행성과 충돌하여 생겨났다는 기존 학계의 주장에 힘을 실어주는 결과였다.

## 가능성

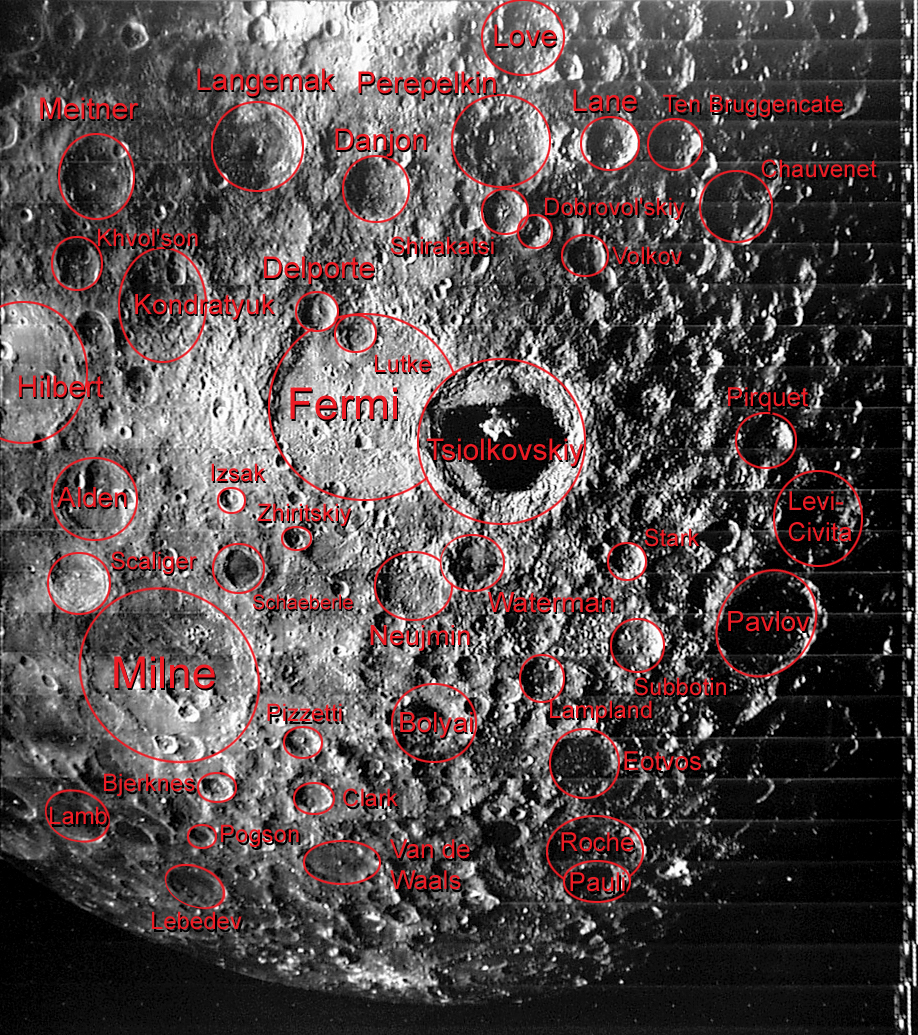
달 뒷면 일부 지역의 명칭들을 표시한 사진.

달 뒷면은 지구에서 나오는 전파통신으로부터 보호받기 때문에 천문학자들은 여기를 전파망원경을 설치하기에 적합한 장소로 지목하고 있다. 크기가 작으면서 접시 모양을 한 충돌구들은 푸에르토리코 소재 아레시보 천문대와 비슷한 고정형 망원경을 설치하기에 적합한 천연 지형이다. 훨씬 더 큰 망원경을 설치할 만한 장소인 100km 반경의 다이달로스 충돌구는 달 뒷면 중앙부 근처에 위치해 있으며 3km 높이의 가장자리는 달을 도는 인공위성에서 나오는 잡음을 막는 데에 도움을 줄 것이다. 전파망원경을 설치할 만한 또다른 유력 후보지는 사하 충돌구이다.
전파망원경을 달의 뒷면에 설치하기 전에 여러 문제점들이 먼저 극복되어야 한다. 입자가 고운 달의 먼지는 장비, 차량, 우주복을 오염시킬 수 있다. 전파망원경 접시 부위에 쓰이는 전도성 물질들을 태양 플레어 효과로부터 세심히 방어해야 한다. 마지막으로 망원경 주위 영역을 여타 전파원에 의한 오염으로부터 보호해야 한다.
지구-달 계의 L2 라그랑주 점은 달 뒷면으로부터 약 62,800km 상공에 위치하고 있으며 이곳 역시 전파망원경(라그랑주 점 주변에서 리사주 궤도를 돎)을 설치할 만한 장소로 지목되고 있다.

## 음모론
나치가 달 뒷면에 비밀 기지를 건설해 놓았다는 주장이 대표적인 음모론이다. 이 설을 주장하는 자들의 말에 의하면 나치의 잔당들이 전쟁 중 개발한 로켓 기술을 이용하여 달로 도망간 뒤, 달 뒷면에 비밀 기지를 건설 후 세력을 회복하여 자신들을 몰락시킨 국가들에 대해 복수를 노리고 있다 한다.
밀턴 윌리엄 쿠퍼 같은 일부 음모론자들은 몇몇 아폴로 우주비행사들이 달 뒷면에서 UFO들을 목격했으나 목격 사실에 대해 입을 다물라는 압력을 받았다고 주장해 왔다. 전하는 바에 따르면 일부 비행사들은 외계인의 기지(암호명 '루나')를 목격했고, 외계인을 만나기도 했으며, 그들로부터 달을 떠나라는 소리를 듣기도 했다고 한다. 인터넷에는 달에 있다는 '거대한 성' 사진이 돌아다녔다. 아폴로 20호에 대한 괴담 중에는 달 뒤편에 유인 탐사선이 착륙했다는 내용이 있다. 그러나 NASA는 이 모든 주장들이 악의적인 거짓 정보라고 발표했다.
전 미국 국방부장관 로버트 맥나마라는 펜타곤 내 일부 고위급 공무원들이 '소련은 미국이 감시할 수 없는 달 반대편에서 핵실험을 계속할 것이다'라는 이유로 미국과 소련 사이 핵실험 금지조약에 반대했다고 주장했다. 맥나마라는 이들의 반대 이유를 '우스꽝스럽고 정신들이 나갔었다.'라고 여겼다. 그는 이것이 냉전 시기 펜타곤 고위직들 중 일부의 정신상태를 보여주는 예시라고 생각했다.

## 문화
- 2011년 개봉작 트랜스포머 3에서 1960년대 센티넬 프라임이 타고 온 우주선 아크가 달 뒷면에 불시착한다.
- 2012년 개봉작 핀란드 영화 아이언 스카이에서 나치의 기지는 '달의 어두운 면'에 있다.

## 같이 보기
- 거대충돌 가설
- 달의 앞면
- 달